# Mi secreto de amor
Mi secreto de amor es el vigésimo álbum de la actriz y cantante mexicana Lucero, y su séptimo álbum compuesto de música regional mexicana y con mariachi; el cual salió a la venta el 6 de diciembre de 2011 en su país y en Estados Unidos. Para la realización de este álbum es acompañada del Mariachi Gama Mil y las canciones que lo componen son temas que Lucero había interpretado en pasados conciertos musicales y presentaciones diversas pero que nunca había grabado anteriormente.

## Antecedentes
En medio de la promoción de su exitoso álbum Indispensable, Lucero se encontraba de gira por la unión americana, asistiendo a entrevistas en programas musicales y presentaciones, cuando el 4 de marzo de 2011, y después de un año lleno de rumores, envían a los medios de comunicación más importantes un comunicado anunciando la separación de Lucero y Manuel Mijares, los cuales tenían 14 años de matrimonio. Esto provocó una suspensión de algunos de sus conciertos programados y de la gira.
Después de esto, Lucero sigue su gira por la unión americana, presentándose en diferentes programas de televisión; se presenta en los premios Billboard 2011 y conduciendo diversos eventos, como los Latin Grammy's junto a Christian de la Fuente. El 11 de septiembre, en su país México protagoniza el programa "La Voz, México" siendo por primera vez Coach, junto a Alejandro Sanz, Aleks Syntek y Espinoza Paz; convirtiéndose el programa en uno de los más vistos; en donde realizó una interpretación junto a Joan Sebastian.
Durante las grabaciones del programa "La Voz", Lucero entra a los estudios de grabación para comenzar a grabar las canciones de su próximo álbum, el cual sería, como es la tradición de la cantante, con música regional mexicana acompañada de mariachi y que se denominaría "Mi secreto de amor": presentándose en diciembre del 2011.

## Promoción
El álbum no tuvo una buena recepción por parte del público debido a que no tuvo una gran promoción, debido a que se decidió darle mayor promoción al álbum "Un Lujo" en el cual se compartía créditos con "Joan Sebastian".
A finales del año 2011, Lucero comienza a entrar a los sets de grabación de Televisa, debido a que sería la protagonista de una Telenovela producción de Rosy Ocampo, la cual inició transmisiones en febrero del 2012, quitando tiempo para la promoción de este álbum.

## Lista de canciones
| Mi secreto de amor |                               |                                                                      |          |  |
| N.º                | Título                        | Escritor(es)                                                         | Duración |  |
| 1.                 | «Secreto de amor»             | Joan Sebastian                                                       | 4:20     |  |
| 2.                 | «Me voy a quitar de en medio» | Manuel Monterrosas                                                   | 2:58     |  |
| 3.                 | «A puro dolor»                | Omar Alfanno                                                         | 3:19     |  |
| 4.                 | «Amargo adiós»                | Jesús Arriaga Moreno                                                 | 3:44     |  |
| 5.                 | «Te sigo amando»              | Juan Gabriel                                                         | 3:25     |  |
| 6.                 | «A dios le pido»              | Juan Esteban Aristizabal                                             | 3:48     |  |
| 7.                 | «Si no te hubieras ido»       | Marco Antonio Solís                                                  | 4:41     |  |
| 8.                 | «Popurrí»                     | Rafael López Arellano / Barba Arrocha / Elvis Crespo / Víctor Daniel | 6:55     |  |
| 9.                 | «Costumbres»                  | Juan Gabriel                                                         | 4:09     |  |
| 10.                | «Mi bon-bon»                  | Andrés Cabas                                                         | 3:13     |  |
| 40:37              |                               |                                                                      |          |  |